# Hilda Hassler
Hilda Hassler (Luleå, 9 luglio 1969) è un'ex cestista svedese.

## Carriera
Con la Svezia ha disputato i Campionati europei del 1987.